# آزادراه ۱۵ (آلمان)
آزادراه ۱۵ (آلمانی: Bundesautobahn 15) بزرگراهی در شرق آلمان است. طول این بزرگراه ۶۴ کیلومتر می‌باشد. این آزادراه وروتسواف در لهستان را به برلین در آلمان وصل می‌نماید. جهت این بزرگراه محور غرب-شرق و برعکس است.